# Premios del Sindicato de Directores
Los Premios del Sindicato de Directores (en inglés: Directors Guild of America Awards) son unos premios cinematográficos anuales otorgados por el Sindicato de Directores (DGA) de Estados Unidos, para reconocer las principales labores realizadas por sus realizadores miembros.
La gala inaugural de los Premios del Sindicato de Directores tuvo lugar el 22 de mayo de 1949. 

## Categorías
Los premios que se otorgan se reparten en tres categorías, una en el apartado de cine y dos en el de televisión. Las categorías son las siguientes:

### Cine
- Mejor dirección (Desde 1948/1949)
- Mejor dirección en documental (Desde 1991)
- Mejor primer dirección (Desde 2015)

### Televisión
- Mejor dirección de televisión - Drama (Desde 1971)
- Mejor dirección de televisión - Comedia (Desde 1971)
- Mejor dirección de televisión - Miniserie o película para televisión (Desde 1971)
- Mejor dirección de televisión - Programa infantil (Desde 1996)
- Mejor dirección de televisión - Reality (Desde 2005)
- Mejor dirección de televisión - Variedad/Talk/Noticias/Deportes - Regular (Desde 2013)
- Mejor dirección de televisión - Variedad/Talk/Noticias/Deportes- Especiales (Desde 2013)

### Especiales
- Premio a la trayectoria en cine (Desde 1952) (Inicialmente llamado Premio D.W. Griffith)
- Premio a la trayectoria en televisión (Desde 2014)
- Premio a la trayectoria en dirección de noticias (Desde 1995)
- Premio a la trayectoria en dirección en deportes (Desde 1991)
- Miembro honorario
- Premio Frank Capra
- Premio Robert B. Aldrich
- Premio Franklin J. Schaffner
- Premio a la diversidad

### Categorías Retiradas
- Televisión (1953 - 1970)
- Director de televisión (1971 - 1975)
- Variedad musical (1971 - 2012)
- Actualidad (1977 - 1980)
- Series diurnas (1991 - 2012)
- Documental - Actualidad (1982 - 1990)
- Documental - Noticias (1971 - 1981)
- Documental en televisión (1977 - 1981)
- Deportes (1984 - 1990)

## Ceremonias
- 1° Premios del Sindicato de Directores
- 2° Premios del Sindicato de Directores
- 3° Premios del Sindicato de Directores
- 4° Premios del Sindicato de Directores
- 5° Premios del Sindicato de Directores
- 6° Premios del Sindicato de Directores
- 7° Premios del Sindicato de Directores
- 8° Premios del Sindicato de Directores
- 9° Premios del Sindicato de Directores
- 10° Premios del Sindicato de Directores
- 11° Premios del Sindicato de Directores
- 12° Premios del Sindicato de Directores
- 13° Premios del Sindicato de Directores
- 14° Premios del Sindicato de Directores
- 15° Premios del Sindicato de Directores
- 16° Premios del Sindicato de Directores
- 17° Premios del Sindicato de Directores
- 18° Premios del Sindicato de Directores
- 19° Premios del Sindicato de Directores
- 20° Premios del Sindicato de Directores
- 21° Premios del Sindicato de Directores
- 22° Premios del Sindicato de Directores
- 23° Premios del Sindicato de Directores
- 24° Premios del Sindicato de Directores
- 25° Premios del Sindicato de Directores
- 26° Premios del Sindicato de Directores
- 27° Premios del Sindicato de Directores
- 28° Premios del Sindicato de Directores
- 29° Premios del Sindicato de Directores
- 30° Premios del Sindicato de Directores
- 31° Premios del Sindicato de Directores
- 32° Premios del Sindicato de Directores
- 33° Premios del Sindicato de Directores
- 34° Premios del Sindicato de Directores
- 35° Premios del Sindicato de Directores
- 36° Premios del Sindicato de Directores
- 37° Premios del Sindicato de Directores
- 38° Premios del Sindicato de Directores
- 39° Premios del Sindicato de Directores
- 40° Premios del Sindicato de Directores
- 41° Premios del Sindicato de Directores
- 42° Premios del Sindicato de Directores
- 43° Premios del Sindicato de Directores
- 44° Premios del Sindicato de Directores
- 45° Premios del Sindicato de Directores
- 46° Premios del Sindicato de Directores
- 47° Premios del Sindicato de Directores
- 48° Premios del Sindicato de Directores
- 49° Premios del Sindicato de Directores
- 50° Premios del Sindicato de Directores
- 51° Premios del Sindicato de Directores
- 52° Premios del Sindicato de Directores
- 53° Premios del Sindicato de Directores
- 54° Premios del Sindicato de Directores
- 55° Premios del Sindicato de Directores
- 56° Premios del Sindicato de Directores
- 57° Premios del Sindicato de Directores
- 58° Premios del Sindicato de Directores
- 59° Premios del Sindicato de Directores
- 60° Premios del Sindicato de Directores
- 61° Premios del Sindicato de Directores
- 62° Premios del Sindicato de Directores
- 63° Premios del Sindicato de Directores
- 64° Premios del Sindicato de Directores
- 65° Premios del Sindicato de Directores
- 66° Premios del Sindicato de Directores
- 67° Premios del Sindicato de Directores
- 68° Premios del Sindicato de Directores
- 69° Premios del Sindicato de Directores
- 70° Premios del Sindicato de Directores
- 71° Premios del Sindicato de Directores

## Otros premios relacionados

### Premios de cine
- Premios de la Academia (Academia de las Artes y las Ciencias Cinematográficas)
- Premios Globo de Oro (Asociación de la Prensa Extranjera de Hollywood)
- Premios BAFTA (Academia Británica de las Artes Cinematográficas y de la Televisión)
- Premios Goya (Academia de las Artes y las Ciencias Cinematográficas de España)
- Premios César (Academia del Cine Francés)
- Premios David de Donatello (Academia del Cine Italiano)
- Premios del Cine Europeo (Academia de Cine Europeo)
- Premios Sur (Academia de las Artes y Ciencias Cinematográficas de la Argentina).
- Premios Ariel (Academia del Cine Mexicano)
- Premios Cóndor de Plata (Asociación de Cronistas Cinematográficos de la Argentina)

### Premios de televisión
- Premios Emmy
- Saturn Awards (Academia de Cine de Ciencia Ficción, Fantasía y Terror)